# Roma (Requena)
Roma es una aldea del municipio de Requena, en la provincia de Valencia (Comunidad Valenciana, España). Pertenece a la comarca de Requena-Utiel, situada en la vega del río Magro.
Se encuentra a unos 7 kilómetros de Requena, y a unos escasos dos kilómetros de San Antonio, prácticamente un paseo. Tiene alrededor de 80 habitantes censados, aunque se encuentra en franca expansión. Roma ha ido creciendo a lo largo de la carretera de la vega. Su centro, que sirve de lugar de reunión en fiestas y otros eventos, lo constituye una pequeña zona peatonal enfrente de la iglesia de Nuestra Señora de la Asunción. 
Cabe recordar que la actual iglesia era hasta hace unos pocos lustros la escuela de la pedanía. A la entrada de la población, a mano derecha si se llega desde El Derramador, se encuentra la antigua casa solariega de Santa Polonia, que fue propiedad del General Pereira. Fue comprada por una empresa catalana, al parecer con intención de convertirla en bodega. El sector vinícola tiene gran importancia en Roma, con una cooperativa, Nuestra Señora de la Asunción, y con una bodega privada. 
Las fiestas de Roma se organizan en torno al 15 de agosto. Se hacen bailes, concursos, alguna competición deportiva y últimamente han tomado una cierta tradición las cenas para todos los vecinos. Roma apenas cuenta con servicios, aunque hay que tener en cuenta que Requena está a unos 10 minutos de coche y a San Antonio prácticamente se puede ir andando.
- Datos: Q21004075
- Multimedia: Roma, Requena / Q21004075